# Wijchmaal
Wijchmaal is een dorp in de Belgische provincie Limburg, en een deelgemeente van de stad Peer. Het was een zelfstandige gemeente tot het bij de fusie van 1977 toegevoegd werd aan de gemeente Peer.
Wijchmaal ligt in het westen van de gemeente Peer aan de weg van Hechtel naar Bree. De dorpskom ligt ten noorden van de steenweg. Wijchmaal heeft zich ontwikkeld van een Kempens landbouwdorp tot een woondorp met lintbebouwing langs de steenweg. Ten zuiden van de steenweg is de deelgemeente nog duidelijk agrarisch. De Dommel vormt de noordoostgrens van de deelgemeente.

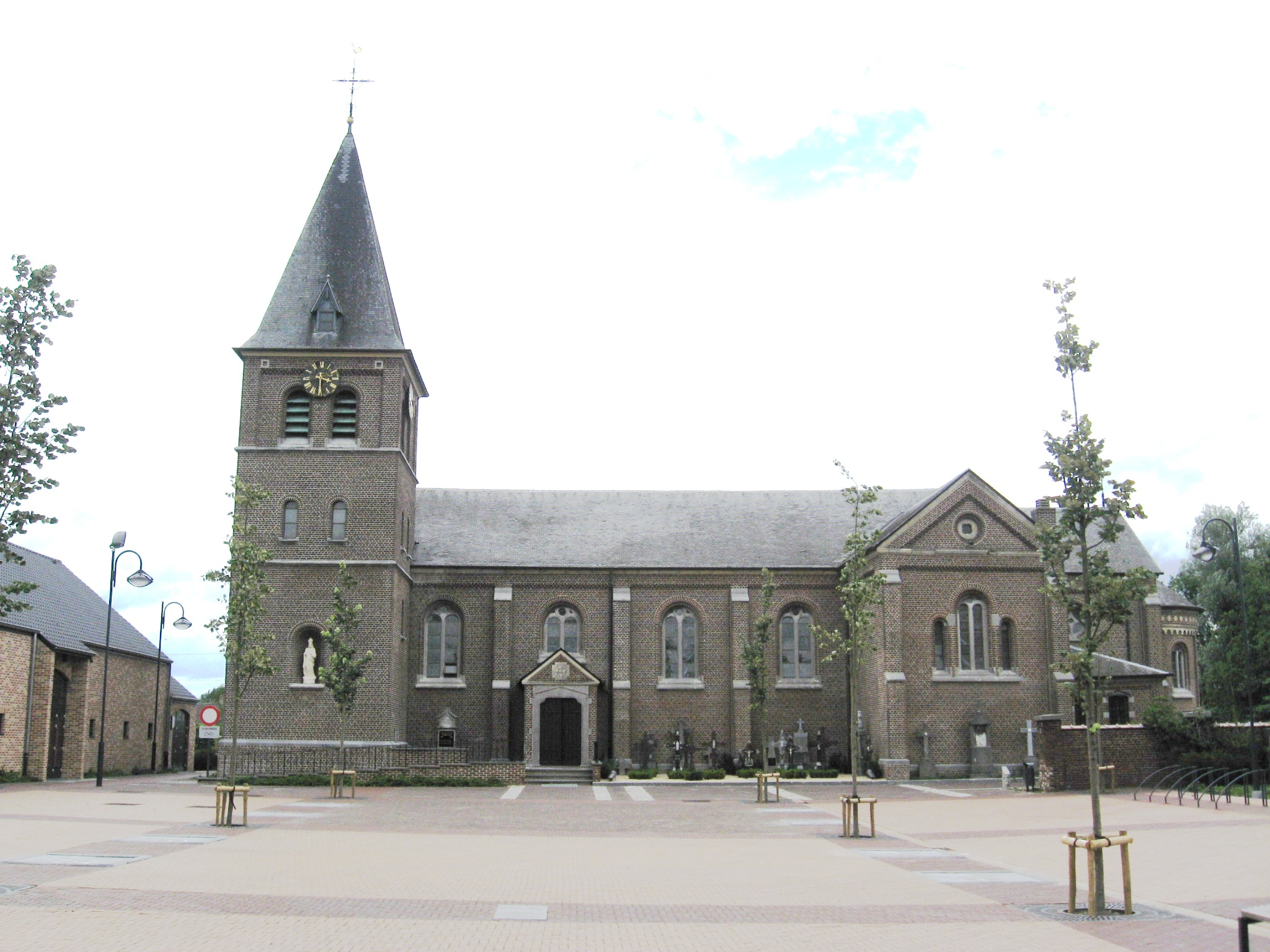
De Sint-Trudokerk

## Toponymie
De naam Wijchmaal kwam voor het eerst in een document voor in 1107 als Vuicmale. De naam is een samenstelling van wijk (vicus), wat kleine nederzetting betekent, en maal, betrekking hebbend op gemeenschappelijk grondbezit.

## Geschiedenis
Van oudste aanwijsbare bewoning getuigen grafheuvels, waarvan er één in 1896 werd opgegraven. In 1913 werd een grafheuvel uit de bronstijd onderzocht. Ook enkele Romeinse graven werden onderzocht, waarbij een deukbeker werd gevonden uit eind 2e-begin 3e eeuw n. Chr.
Reeds in de 11e eeuw maakte Wijchmaal deel uit van de Abdij van Sint-Truiden. Later kwamen de heerlijke rechten in handen van het Graafschap Loon. Men beschikte over een eigen schepenbank. Ook was er vanaf de 11e eeuw een eigen kerk, een quarta capella, toegewijd aan Sint-Trudo en gebouwd -of vergroot- door Abt Adelardus II van voornoemde abdij. De kapel was onderhorig aan de parochiekerk van Peer, maar werd op 19 november 1608 een zelfstandige parochie, waarvan het patronaatsrecht tot eind 18e eeuw in handen van de Abdij van Sint-Truiden was.
Twee schansen werden omstreeks 1600 aangelegd: De Houterschans en de Tichelhovense Schans. Zij dienden om de bevolking te beschermen tegen rondtrekkende troepen. In 1631 werd de Wijchmaalse parochie op de Houterschans opgetrokken omdat het erg onveilig was. Ook de parochiekerk kon worden gebruikt om zich in te verschansen.
Talrijke troepen doorkruisten de streek gedurende de 17e eeuw, terwijl ook de 18e eeuw een aantal troepenbewegingen liet zien.
Aan het einde van de achttiende eeuw werden de Ferrariskaarten opgemaakt. Deze tonen Wijchmaal als een zeer kleine woonkern Weechmael ten westen van Peer, met slechts een kerk en enkele huizen. Rond het dorp liggen nog enkele gehuchten als Dyck en Hoetestraet (gedeeld met Peer). Ten zuiden en zuidwesten van Wijchmaal lag een groot heidegebied: de Bruyère de Weechmael of Groote Heyde. Deze heide vormde een deel van een grote heidecomplex dat doorliep naar het zuidwesten via de Sonnisse heide (ten noorden van Sonnis) tot de Koerselse heide, Hechtelse heide en Helchterense heide (tussen Koersel en Helchteren). Meer naar het westen toe lag de heide van het huidige Kamp van Beverlo, ten oosten van Leopoldsburg. Dit laatste heidegebied bestaat vandaag grotendeels nog altijd als deel van een militaire trainingszone. Langs de weg van Peer via Linde naar Helchteren waren verschillende gronden al in cultuur gebracht. Ten zuidoosten van deze weg lag toen een nog veel groter heidegebied: de Donderslagse Heide. De Wijchmaalse heide en de Sonisse heide werden omgezet naar landbouwgrond of werden bebost.
Tijdens de Tweede Wereldoorlog stortte een tweetal Engelse vliegtuigen op het grondgebied van Wijchmaal neer.
In 1616 was er al een gemeenteschool, in 1880 kwam er een katholieke school en in 1913 kwam er een katholieke meisjesschool, geleid door de Zusters van de Heilige Vincentius a Paulo, die uit Deinze kwamen. In 1922 werd een klooster gebouwd. Hier kwam ook een gesticht voor arme kinderen, waaruit uiteindelijk het Medisch Pedagogisch Instituut Sint-Elisabeth ontstond.

## Demografische ontwikkeling
- Bronnen:NIS, Opm:1831 tot en met 1970=volkstellingen; 1976 = inwoneraantal op 31 december

## Economie
Wijchmaal, gelegen tussen de valleien van de Bolisserbeek en de Dommel, kende uitgestrekte heidevelden. In de buurt van de beekdalen werd leem gewonnen voor de pottenbakkerij en de vervaardiging van bakstenen, waaraan de naam van het gehucht Tichelhoven nog herinnert.

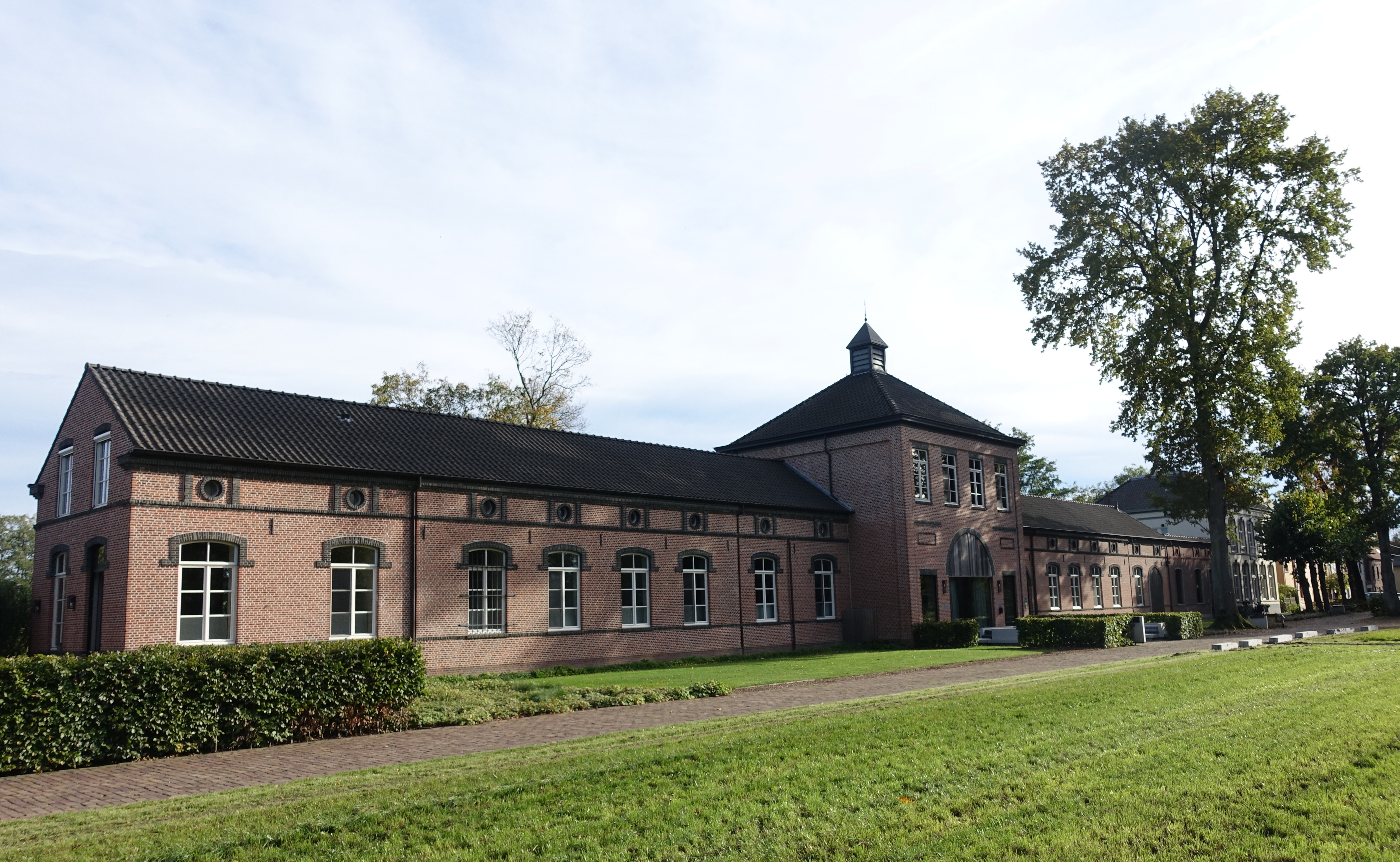
Vroegere sigarenfabriek Hoefnagels (1865), momenteel AppSys ICT Group

Vanaf eind 18e eeuw begon men met de bebossing van de gemeentelijke heidegronden, terwijl vanaf 1850 veel gemeentelijke heidegrond werd verkocht en ontgonnen. In 1866 werd Station Wijchmaal geopend aan de spoorlijn Hasselt-Eindhoven. Ook kwam er enige nijverheid. De sigarenfabriek die in 1832 door de Valkenswaardse sigarenfabrikant Jan Hoefnagels in Peer werd opgericht, werd uiteindelijk overgenomen door diens neef Jan-Hendrik Timmermans, en in 1865 overgeplaatst naar Wijchmaal. In 1867 werd nóg een sigarenfabriek opgestart door Timmermans en Raeymakers. Andere sigarenfabrieken waren Hoefnagels & Zonen, dat kort na de Tweede Wereldoorlog verdween, en J. Croymans & Co., dat in 1947 de poort sloot. In elk van deze fabrieken werkten ongeveer 60 mensen. Ongeveer 1913 was ook een sigarenfabriek van Bots actief. De gehele bedrijfstak is echter verdwenen. Ook de spoorlijn verdween: In 1957 verdween het personenvervoer en in 1984 het goederenvervoer. Uiteindelijk werd een toeristisch fietspad over het traject aangelegd.
Tegenwoordig is Wijchmaal vooral een forenzendorp.

## Bezienswaardigheden
- De neoromaanse Sint-Trudokerk uit 1878 met een aantal beelden uit de 15de en 16de eeuw. In 1939 werd de kerk vergroot en werd een nieuwe toren gebouwd die de oude gotische toren verving. Het orgel dateert uit 1825 en was afkomstig uit een Tongerse kerk. Het werd in 1882 naar Wijchmaal verplaatst en verbouwd voor de Sint-Trudokerk. Het orgel werd in 2004 beschermd als monument.
- De Sint-Hubertuskapel uit 1892-1893 die op de plaats van een oudere kapel werd gebouwd. Op 3 november vindt hier de Sint-Hubertusviering plaats met wijding van het Hubertusbrood en de zegening van de dieren.
- De Tichelhoeve heeft een kern uit het einde van de 17de en begin van de 18de eeuw. De huidige gebouwen dateren uit het begin van de 19de eeuw. Het dak bestaat uit half riet/half dakpannen. De boerderij werd in 1948 geklasseerd als monument en werd in 1954-1955 volledig gerestaureerd.
- De Torenhoeve, aan Torenstraat 7, heeft een kern uit 1784. Door de Luikse industrieel Eugène Woos kort na 1900 aangekocht. Deze liet in 1909 een vierkante toren optrekken, in eclectische trant. Op de benedenverdieping was een bakhuis, op de eerste verdieping een waterreservoir van 10.000 liter, dat door de rookgassen van de bakkerij werd opgewarmd en waar men warm kon baden. De bovenverdieping fungeerde als duiventoren.

## Natuur en landschap
De vallei van de Dommel en de Bolisserbeek werden in 1988 beschermd als landschap. De Resterheide, met de Begijnenvijvers, is een natuurgebied dat voor een deel op het grondgebied van Wijchmaal ligt.

## Jaarlijkse evenementen
- Wijchmaal Kermis, steeds het eerste volledige weekend van de maand augustus, op zondagavond en maandagavond.
- Chill Out Party, steeds de tweede zaterdag van maart. In 2020 heeft Chill Out Party niet kunnen plaatsvinden door het coronavirus.

## Nabijgelegen kernen
Peer (België), Hechtel